# Прибуй
Прибуй — (1546 м) вершина на південному заході Ґорґан, що є частиною Східних Бескидів. Вона розташована у групі Буштула, що розташована на південь від перевалу під назвою Німецький (1177 м над рівнем моря). Ця вершина розташована останньою на південно-західному плечі, що простягається від вершини Буштул.